# Саккини, Антонио
Антонио Мария Гаспаро Саккини (итал. Antonio Maria Gasparo Sacchini; 14 июня 1730 года, Флоренция — 6 октября 1786 года, Париж) — итальянский композитор, представитель музыки рококо. Автор 45 опер, 8 ораторий, духовной музыки, 2 симфоний, а также камерной музыки.

## Творчество
Учился музыке в Неаполе под руководством Франческо Дуранте. Работал в Падуе и Риме, был директором консерватории в Венеции, затем некоторое время работал в Мюнхене и Штутгарте. В 1772—1782 гг. находился в Лондоне, последнюю часть жизни провёл в Париже. Оперы его ставились сначала в Италии («Alessandro nell’ Indie», «Scipione in Cartagine»), потом в Лондоне («Il Cid», «Tamerlano», «Lucio Vero», «Nitetti», «Perseo») и Париже («Rinaildo», «Dardanus», «Oedipe à Colonne» и др.).
Другие его произведения — мессы, мотеты, сонаты для скрипки, трио, квартеты. Он писал ясно, изящно; в его инструментовке много красивых эффектов.
Был членом масонской ложи «Saint Jean d'Écosse du Contrat social».